# Міжнародний євразійський рух
Міжнародний євразійський рух (англ. Eurasian Movement) — російський політичний рух, заснований у 2001 році політологом Олександром Дугіним. Організація дотримується неоєвразійської ідеології, яка приймає еклектичну суміш російського патріотизму, православної віри, антимодернізму та навіть деяких більшовицьких ідей. Організація виступає проти «американських» цінностей, таких як лібералізм, капіталізм і модернізм. У 2005 році Міжнародний євразійських рух активно співпрацював з Дмитром Корчинським та Олексієм Арестовичем, які критикували євроінтеграційні процеси в Україні.
Також неурядова громадська організація (НУО), що має філії в 29 країнах, включаючи СНД, в країнах ЄС (Німеччина, Франція, Італія, Велика Британія), в Америці (США, Венесуела, Чилі), на Близькому Сході (Ліван, у мусульманських країнах (Сирія, Єгипет, Туреччина, Іран, Пакистан), Далекому Сході (Індія, Японія, В'єтнам) тощо. У СНД є 36 регіональних представництв Євразійського руху.
Засновник і голова Євразійського руху — Олександр Дугін у співпраці з лідерами Братства — Дмитром Корчинським та Прогресивної соціалістичної партії України — Наталією Вітренко.

## Керівництво
Керівним органом Міжнародного Євразійського руху є Євразійський Комітет. До складу Євразійського комітету входять: Дугін Олександр Гєлійович (керівник Міжнародного Євразійського руху), Гаглоєв Михайло Георгійович (заступник керівника Міжнародного Євразійського руху), Коровін Валерій Михайлович (заступник керівника Міжнародного Євразійського руху), Хазін Михайло Леонідович, Мелентьєва Наталія Вікторівна,

## Акції в Україні
- У липні 2007 року, організація провела акцію біля будівлі СБУ на підтримку книги Олександра Дугіна — «Обществоведение. Для граждан новой России».[11]
- У жовтні 2007 року члени організації спаплюжили українські державні символи на Говерлі.[12]